# Muteki na Heart/Stand By You
„Muteki na Heart/STAND BY YOU” (jap. 無敵なハート/STAND BY YOU Muteki na Hāto/STAND BY YOU) – czterdziesty singel japońskiej piosenkarki Mai Kuraki, wydany 27 sierpnia 2014 roku. Został wydany w czterech edycjach: regularnej, limitowanej A i B oraz FC & Musing Edition. Utwór Muteki na Heart został wykorzystany jako 48 opening (odc. 750–762) anime Detektyw Conan. Singel osiągnął 5 pozycję w rankingu Oricon i pozostał na liście przez 6 tygodni, sprzedał się w nakładzie 29 517 egzemplarzy.

## Lista utworów
| CD (lim. A, regularna, FC & Musing wer.) | CD (lim. A, regularna, FC & Musing wer.)                                                          | CD (lim. A, regularna, FC & Musing wer.) | CD (lim. A, regularna, FC & Musing wer.) | CD (lim. A, regularna, FC & Musing wer.) | CD (lim. A, regularna, FC & Musing wer.) |
| Nr                                       | Tytuł utworu                                                                                      | Tekst                                    | Kompozycja                               | Aranżacja                                | Długość                                  |
| ---------------------------------------- | ------------------------------------------------------------------------------------------------- | ---------------------------------------- | ---------------------------------------- | ---------------------------------------- | ---------------------------------------- |
| 1.                                       | „Muteki na Heart” (jap. 無敵なハート Muteki na Hāto)                                              | Mai Kuraki                               | Hiraga Takahiro, Yue Mochizuki           | Shun Satō, Hirokazu Tajiri               | 3:25                                     |
| 2.                                       | „STAND BY YOU”                                                                                    | Mai Kuraki                               | Akihito Tokunaga                         | Akihito Tokunaga                         | 5:26                                     |
| 3.                                       | „Muteki na Heart ~Instrumental~” (jap. 無敵なハート ~Instrumental~ Muteki na Hāto ~Instrumental~) |                                          | Hiraga Takahiro, Yue Mochizuki           | Shun Satō, Hirokazu Tajiri               | 3:25                                     |
| 4.                                       | „STAND BY YOU ~Instrumental~”                                                                     |                                          | Akihito Tokunaga                         | Akihito Tokunaga                         | 5:22                                     |

| CD (wer. lim. B) | CD (wer. lim. B)                                                                                  | CD (wer. lim. B) | CD (wer. lim. B)               | CD (wer. lim. B)           | CD (wer. lim. B) |
| Nr               | Tytuł utworu                                                                                      | Tekst            | Kompozycja                     | Aranżacja                  | Długość          |
| ---------------- | ------------------------------------------------------------------------------------------------- | ---------------- | ------------------------------ | -------------------------- | ---------------- |
| 1.               | „STAND BY YOU”                                                                                    | Mai Kuraki       | Akihito Tokunaga               | Akihito Tokunaga           | 5:26             |
| 2.               | „Muteki na Heart” (jap. 無敵なハート Muteki na Hāto)                                              | Mai Kuraki       | Hiraga Takahiro, Yue Mochizuki | Shun Satō, Hirokazu Tajiri | 3:25             |
| 3.               | „STAND BY YOU ~Instrumental~”                                                                     | Mai Kuraki       | Akihito Tokunaga               | Akihito Tokunaga           | 5:22             |
| 4.               | „Muteki na Heart ~Instrumental~” (jap. 無敵なハート ~Instrumental~ Muteki na Hāto ~Instrumental~) |                  | Hiraga Takahiro, Yue Mochizuki | Shun Satō, Hirokazu Tajiri | 3:25             |

| DVD | DVD                                                                                    | DVD     |
| Nr  | Tytuł utworu                                                                           | Długość |
| --- | -------------------------------------------------------------------------------------- | ------- |
| 1.  | „Muteki na Heart Music Clip” (jap. 無敵なハートMusic Clip) (tylko limitowana edycja A) |         |
| 2.  | „STAND BY YOU Music Clip” (tylko limitowana edycja B)                                  |         |

## Notowania
| Lista                             | Pozycja |
| --------------------------------- | ------- |
| Oricon Daily Singles Chart        | 8       |
| Oricon Weekly Singles Chart       | 5       |
| Billboard JAPAN Hot Singles Sales | 6       |
| Billboard JAPAN Hot Animation     | 3       |
| CDTV                              | 4       |